# 알할라 SC
알할라 SC(아랍어: نادي الحالة الرياضي)는 무하라크를 연고로 하는 바레인의 축구단이다. 현재 바레인 프리미어리그에 참가하고 있다.

## 우승
- 바레인 프리미어리그: 1979
- 바레인 2부 리그: 2006
- 바레인 킹스컵: 1976, 1980, 1981

## 선수 명단

### 역대
- 에브라힘 메쉬카스(2018 ~ 2020)
- 디에고(2017)
- 아흐메드 알 도우니(2022)